# Floortje Mackaij
Floortje Mackaij (* 18. Oktober 1995 in Woerden) ist eine niederländische Radrennfahrerin.

## Sportliche Laufbahn
Als Achtjährige begann Floortje Mackaij mit dem Eisschnelllauf, im Sommer fuhr sie Rad, um zu trainieren. Ab 2011 fuhr sie die ersten Radrennen.
2013 wurde Mackaij niederländische Junioren-Meisterin im Einzelzeitfahren und errang im selben Jahr bei den Junioreneuropameisterschaften im Einzelzeitfahren die Silbermedaille.
Ab 2014 startete Floortje Mackaij bei den Frauen. 2015 gewann sie, im Alter von 19 Jahren, bei äußerst widrigen Wetterbedingungen die Frauenausgabe des Klassikers Gent–Wevelgem. Nur wenige Tage zuvor hatte sie bei Quer durch Flandern den zweiten Platz belegt.

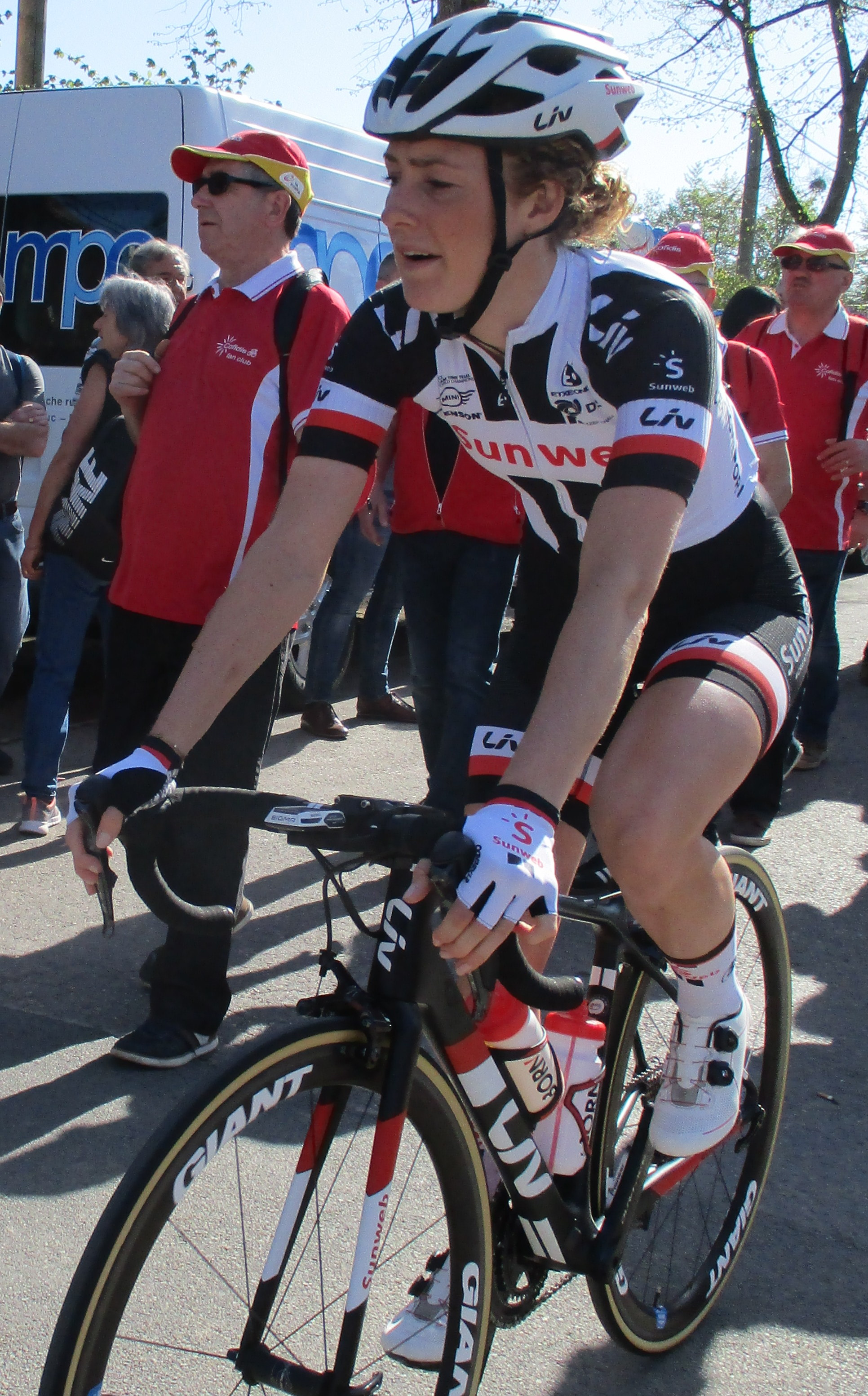
Floortje Mackaij beim Flèche Wallonne 2018

Im September 2017 wurde Mackaij mit dem Team Sunweb Weltmeisterin im Mannschaftszeitfahren. 2018 gewann sie zwei Etappen und die Punktewertung der Tour de Feminin. 2019 gehörte sie zur niederländischen Mixed-Staffel, die bei den Europameisterschaften den Titel gewann. 2021 gewann sie die Trophée des Grimpeuses und belegte gemeinsam mit der niederländischen Mannschaft bei den Europameisterschaften Platz drei in der Mixed-Staffel.

## Privates
Mackaij studierte Medien-Marketing, Kommunikation und Eventorganisation am Johan Cruyff College (Stand 2016).

## Erfolge
2013
- Niederländische Junioren-Meisterin – Einzelzeitfahren

2015
- Gent–Wevelgem
- eine Etappe Grand Prix Elsy Jacobs
- eine Etappe Lotto Belgium Tour

2017
- Weltmeisterin – Mannschaftszeitfahren

2018
- zwei Etappen und Punktewertung Tour de Feminin – O cenu Českého Švýcarska
- Mannschaftszeitfahren Ladies Tour of Norway

2019
- Europameisterin – Mixed-Staffel

2021
- Gesamtwertung, eine Etappe und Punktewertung Trophée des Grimpeuses
- Europameisterschaft – Mixed-Staffel

2023
- Vuelta a la Comunitat Valenciana